# Стефан Бранкович
Стефан II Бранкович Сліпий (серб. Стефан Бранковић; 1417, Белград — 9 жовтня 1476, Удіне) — деспот Сербії у 1458—1459 роках.

## Життєпис

### Молоді роки
Походив з династії Бранковичів. Син Джураджа Бранковича, деспота Сербії, та Ірини Кантакузини. Народився близько 1417 року.
У 1439 році Стефана разом з братом Гргуром схопили османи. В 1441 році їх звинуватили у змові й засліпили за наказом султана Мурада II. Після цього він вже не міг претендувати на трон. Тому після смерті батька 1456 року деспотом Сербії став його молодший брат Лазар.

### Деспот
Після раптової смерті Лазаря Бранковича в 1458 році в Сербії було сформовано регентську раду в складі Стефана, вдови Лазаря — Олени Палеолог і воєводи Михайла Анджеловича. Останній, який користувався прихильністю османів, оскільки його брат був великим візиром Османської імперії, спробував захопити владу за допомогою значного військового загону. Ангеловичу вдалося зайняти Смедерево, столицю деспотовини.
Втім у березні 1458 року Михайла схопили незадоволені городяни й запроторили до в'язниці. Після цього деспотом Сербії було оголошено Стефана Бранковича, але через стан здоров'я він не міг бути очільником держави. Проугорсько налаштована частина сербської знаті запросила сина боснійського короля Стефана Томашевича. 21 березня 1459 року останній одружився з небогою деспота Стефана II — Оленою. Після цього Стефан Бранкович зрікся трону, новим деспотом став Томашевич.

### Подальша доля
Того ж року Бранкович перебрався до Угорщини. Деякий час він мешкав у м. Буді, потім перебрався до сестри Катерини Целлє, згодом перебрався до Дубровнику, а звідти — до Албанії. Там 1460 року Стефан одружився з донькою місцевого князя, що був також тестем Скандербега. Останній надав Бранковичу маєток.
1461 року вирушив до Венеції з письмовою рекомендацією Скандерберга. Залишок життя Стефан Бранкович провів у Венеції. Помер біля м. Удіне. Згодом він був канонізований Сербською православною церквою.

## Родина
Дружина — Ангеліна, донька албанського князя Георгія Аріаніта-Комнені.
Діти:
- Джордже (1461—1516) — деспот Сербії в Сремі у 1486—1496 роках
- Йован (д/н-1502) — деспот Сербії в Сремі у 1493—1502 роках
- Ірина
- Марія (д/н-1495)
- Міліца (д/н-1554)